# Johan Larsson (musicista)
Johan Larsson (Göteborg, 8 dicembre 1974) è un musicista svedese.
Già bassista della band melodic death metal/power metal In Flames dal 1993 al 1997, è stato anche membro originale degli HammerFall negli anni 1993-1994, nonché membro dei Purgamentum, come vocalist. È stato anche il chitarrista della band Powerpig e Carnal Grief dal 1997 al 1999. È la voce della band Carrion Carnage.

## Album

### In Flames
- Demo '93 (1993, Demo)
- Lunar Strain (1994)
- Subterranean (1995, EP) - cori
- Artifacts of the Black Rain (1996, Promo Music Video/VHS)
- The Jester Race (1996) - cori
- Live & Plugged (1997 Split DVD/Video)
- Black-Ash Inheritance (1997, EP)
- Whoracle (1997)
- Bullet Ride (2000, Compilation) - (traccia 3)

### Carnal Grief
- Embraced by the Light (1997, Demo)
- Cradlesongs (1998, Demo)